# Aage Neutzsky-Wulff
Aage Neutzsky-Wulff (19 agosto 1891 – 10 giugno 1967) è stato un poeta danese.
Ebbe diverse mogli, fra cui la scrittrice Trolli Neutzsky-Wulff. Da queste unioni nacquero molti figli, fra i quali ci sono i romanzieri Erwin Neutzsky-Wulff (1949) e Vita Andersen (1942).
Ecco un estratto da una delle sue moltissime poesie, datata 1954:
Vandre om i Ringheds Kaabe – 

drikke Smertens sidste Draabe – 

medens Skæbnen siger: Taabe! 

du har intet mer at haabe.
Nella sua produzione spesso si è riferito al "den okkulte lærdom", cioè la conoscenza nascosta.

## Opere
- 1931 "Jens Wulff og hans Livsværk"
- 1932 "Som vi er. : Noveller og Skitser"
- 1933 "Moloch: Drama i 1 Akt"
- 1933 "Shaddais Pile: Et Nutids-Passionsspil i 3 Akter"
- 1936 "Mellem Kirken og Teatret: En Kunstners Roman"
- 1941 "Jeg: et Mysterie-Drama i tre Akter"
- 1942 "Tolv Personer kører med Linie Nul: et Mysterie-Spil"
- 1943 "Tænk! : Digte i Prosa og Rim"
- 1943 "Danskere: Fem historiske Situationsbilleder"
- 1950 "Gaa til Modstand! : Dramatisk Komposition: Med et Nodebilag"
- 1952 "Prins Kundalinis Rejse gennem det mørkeste Fastland: et Eventyrspil"
- 1954 "Højsangen, ogsaa kaldet Sangenes Sang"
- 1957 "Modelteater før - og nu"
- 1957 "Den bestøvlede Kat. Eventyrkomedie i 3 Akter efter Charles Perrault"
- 1958 "Han duede ikke: en scenisk Epilog"
- 1962 "En broget Bog: Nogle hidtil utrykte skrifter"
- 1963 "Mod Obskurantismens Diktatur"
- 1964 "Af Litteraturens Skatkammer: En liden Citatbog"
- 1965 "Det essentielle: Digte"
- 1966 "Aandsvidenskabeligt og okkult Kompendium"
- 1966 "75"
- 1967 "De gale"

| Controllo di autorità | VIAF (EN) 61295728 · ISNI (EN) 0000 0000 4446 4131 · LCCN (EN) no2006037250 |